# Jamie Heaslip
James Peter Richard Heaslip, detto Jamie (Tiberiade, 15 dicembre 1983), è un ex rugbista a 15 irlandese che giocava nel ruolo di terza linea centro. A livello internazionale vanta 100 incontri, di cui 95 con l'Irlanda, della quale è stato anche capitano, e 5 con la selezione interbritannica dei British Lions..

## Biografia
Nato nel 1983 a Tiberiade, in Israele, dove suo padre, colonnello dell'esercito irlandese, prestava servizio nei ranghi dell'UNIFIL, Heaslip crebbe tra Cipro e Jugoslavia, sempre al seguito del padre prima di tornare in Irlanda a Naas e frequentare le scuole superiori a Newbridge, cittadina non molto distante da Dublino, nella provincia di Leinster.
Nel 2004, dopo una specializzazione in biomeccanica all'Università di Dublino, esordì a livello internazionale giovanile per l'Irlanda nel campionato mondiale Under-21 in Scozia, mettendosi in luce come miglior giovane dell'anno e conducendo la squadra fino alla finale.
Quello stesso anno divenne professionista, firmando un contratto per la squadra provinciale del Leinster in Celtic League.
Esordì per l'Irlanda nel 2006 contro i Pacific Islanders divenendo, nell'occasione, il millesimo giocatore internazionale per la Nazionale del Trifoglio, anche se non fu convocato per la successiva Coppa del Mondo di rugby 2007 in Francia; a tale data aveva già vinto la sua prima Celtic League con il Leinster e nel 2008 disputò il suo primo Sei Nazioni; l'anno seguente vinse il torneo con il Grande Slam con l'Irlanda, si laureò campione d'Europa con il Leinster e fu chiamato da Ian McGeechan nella selezione dei British Lions che affrontò in giugno il tour in Sudafrica, venendo impiegato in tutti e tre i test match contro gli Springbok, vincendone tuttavia uno solo.
Nel 2010 Heaslip realizzò un altro record, seppure negativo, ovvero quello di primo irlandese a essere espulso in un incontro internazionale nell'era professionistica, a 33 anni di distanza da Willie Duggan (a sua volta, nell'occasione, primo espulso in assoluto in una gara del Cinque Nazioni); avvenne a New Plymouth, in Nuova Zelanda, durante un incontro dominato dagli All Blacks e da questi vinto 66-28; Heaslip fu espulso per una ginocchiata a Richie McCaw che gli costò cinque settimane di squalifica; in precedenza Heaslip non aveva mai ricevuto alcuna sanzione in campo, a qualsiasi livello.
Nel 2011, oltre a vincere la sua seconda Heineken Cup con il Leinster, Heaslip fu convocato alla Coppa del Mondo, nella quale l'Irlanda giunse fino ai quarti di finale dopo avere vinto con quattro vittorie un girone che comprendeva anche Australia, Italia, Russia e Stati Uniti; l'anno seguente con il Leinster si riconfermò campione d'Europa e nei test di fine anno fu nominato capitano della squadra irlandese.
Anche nel 2013 fu convocato nei British Lions per il loro tour in Australia, venendo schierato nei primi due incontri della serie contro gli Wallabies con una vittoria e una sconfitta.
Durante l'ultimo incontro del Sei Nazioni 2017 contro il Galles Heaslip si procurò un infortunio alla schiena che lo costrinse a operarsi e a saltare quindi il tour dei British Lions in Nuova Zelanda; escluso dalla lista europea del Leinster per il 2017-18 a novembre 2017 ancora non è rientrato in campo.

## Palmarès
- Pro12: 3
Leinster: 2007-08, 2012-13, 2013-14
- Heineken Cup: 3
Leinster: 2008-09, 2010-11, 2011-12
- Challenge Cup: 1
Leinster: 2012-13